# Libertarismus
Der Libertarismus (von französisch libertaire „freiheitsliebend“; von lateinisch libertas „Freiheit“) ist eine politische Philosophie und Bewegung, die in der individuellen Freiheit den höchsten politischen Wert sieht. Libertäre versuchen, Autonomie und politische Freiheit zu maximieren, und betonen freie Assoziation, Wahlfreiheit, Individualismus und freiwillige Vereinigung.
Sie sind grundsätzlich skeptisch gegenüber Autorität und staatlicher Macht, unterscheiden sich aber untereinander hinsichtlich der Intensität ihrer Opposition zu bestehenden wirtschaftlichen und politischen Systemen. Libertäre Denkschulen vertreten zudem voneinander abweichende Ansichten bezüglich der Legitimität staatlicher und privater Macht sowie zur Einschränkung oder Auflösung sozialer Institutionen. Dabei geht es vor allem darum, bis zu welchem Grad ein Staat seinen Bürgern Regeln setzen darf.
Verschiedene Formen des Libertarismus werden nach bestimmten Kategorien unterschieden. Manche Autoren sehen den Gegensatz Libertarismus – Autoritarismus, ohne eine ideologische Trennlinie zwischen linkem, sozialistischem und rechtem, kapitalistischem Libertarismus zu ziehen. Zwischen diesen beiden Richtungen herrscht vor allem Uneinigkeit über Eigentumsrechte sowie in der naturrechtlichen oder utilitaristischen Begründung individueller Freiheit. Linke und rechte Strömungen innerhalb des Libertarismus unterschieden sich also durch ihre Auffassungen über die Grenzen und den Erwerb von Eigentumsrechten.
Innerhalb des Libertarismus existieren minarchistische und anarchistische Strömungen. Libertäre, die einen strikten Minimalstaat befürworten, unterscheiden sich von zwei weiteren Gruppen, die eine mehr oder weniger große Rolle der Regierung fordern: den Anarcho-Kapitalisten, denen selbst der Minimalstaat zu groß ist, und den Klassisch-Liberalen, die eine gewisse Offenheit für die Bereitstellung öffentlicher Güter seitens des Staates einräumen. Der um 1860 in Frankreich entstandene Ausdruck libertär für Anarcho-Kommunisten konnte sich vor allem im englischen Sprachraum durchsetzen und gilt heute als ein etwas weiter gefasstes, im Grunde aber gleichwertiges Synonym für anarchistisch.

## Geschichte
Mitte des 19. Jahrhunderts wurde unter Libertarismus (libertarianism) in England die philosophische Auffassung von der Willensfreiheit verstanden.

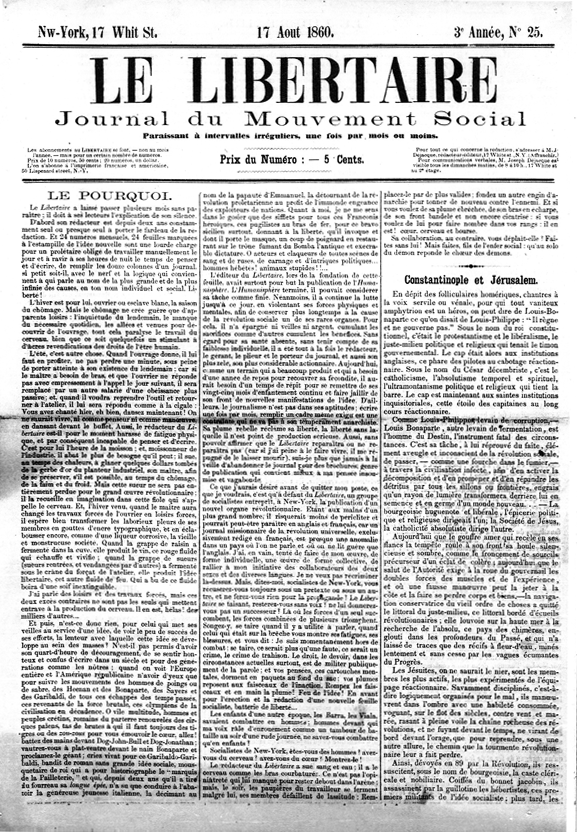
Titelblatt Joseph Déjacques Zeitschrift n° 25, 17. August 1860. Der Titel lautet deutsch etwa Der Libertäre. Zeitschrift der sozialen Bewegung.

Die erste politische Verwendung des Ausdrucks „libertär“ stammt von dem Anarchisten Joseph Déjacque. In einem Brief an Pierre-Joseph Proudhon warf er den bürgerlichen Anarchisten Frauenverachtung und Wirtschaftsliberalismus vor (« Anarchiste juste-milieu, libéral et non LIBERTAIRE, vous voulez le libre échange pour le coton et la chandelle, et vous préconisez des systèmes protecteurs de l'homme contre la femme, dans la circulation des passions humaines ») und gründete ein Jahr später die anarcho-kommunistische Zeitschrift Le Libertaire.
Seit Mitte der 1950er Jahre wurde der Begriff insbesondere in den Vereinigten Staaten von Eigentumsverfechtern benutzt. Mit der US-amerikanischen Bürgerrechtsbewegung in den 1950er Jahren wurde der Fokus bei der Verfassungsentwicklung von negativen Abwehrrechten und bürgerlicher Privatautonomie hin zu Emanzipation von Minderheiten und Sozialstaatlichkeit gelegt. Anders als im 19. Jahrhundert sollte die Regierung sich nicht länger nur auf die bloße Sicherstellung der Rechte beschränken („Nachtwächterstaat“), sondern aktiv in die Gesellschaft eingreifen. Das Wort „liberal“ wird in den USA daher mit linker Politik in Verbindung gebracht, welche die liberale Minimalstaatsphilosophie ablehnte und Freiheit im Sinne positiver Freiheit stärker auf soziale und kulturelle Emanzipation von Benachteiligten abzielte.
Im Gegensatz dazu stehen die Libertären in den USA, die sich weiterhin auf Vertreter des Klassischen Liberalismus der Aufklärung berufen. Zentral sind die Arbeitstheorie von John Locke, nach der rechtmäßiges Eigentum auf menschlicher Arbeit beruht, sowie die moralische und ökonomische Lehre von Adam Smith. In den USA als libertarian bezeichnete Positionen wären im deutschen Kontext daher oft schlicht als „wirtschaftsliberal“ zu übersetzen.
Der amerikanische Sprachwissenschaftler und Philosoph Noam Chomsky bezeichnete sich zur Abgrenzung deshalb wiederholt als libertarian socialist, wobei er den Bedeutungswandel des Begriffs libertarian kritisiert.
„Libertär“ wurde als Adjektiv für anarchistische und sozialistische Utopien verwendet und erst später im klassisch-liberalen Kontext aufgegriffen. Im Französischen hielt die amerikanische Neudeutung als libertarianisme einen eigenen, von libertaire abgegrenzten Begriff. Auch im Deutschen findet sich mit Libertarianismus ein Lehnwort zum amerikanischen Libertarianism.
Zusätzlich flossen Positionen der Österreichischen Schule der Ökonomie auf die Begriffsbildung ein. Ludwig von Mises grenzte hierbei allerdings den Libertarianismus von anarchistischen Motiven ab, weswegen Liberale eine anarchistische Bezugnahme kritisieren. Auch Friedrich August von Hayek hat auf die freiheitswahrende Funktion des Rechtsstaates (rule of law) verwiesen, die in einer anarcho-libertären Gesellschaft nicht mehr erfüllt werden könnte.

Durch die Vernetzung zwischen Technologie und Popkultur ist libertäre Ideologie besonders sichtbar; so sorgte die Libertarian Futurist Society für jährlich vergebene libertäre und klassisch-freiheitliche Literaturpreise. Es gibt libertäre Weltraumprojekte. Transhumanisten zielen auf eine künstliche Veränderung des menschlichen Körpers, auch im Hinblick auf die Unsterblichkeit. Bionomik beschreibt ökonomische Prozesse mit biologischen Metaphern, wobei die Ergebnisse zu einer libertären Sichtweise kommen. Ebenso ist in der Informatik der libertäre Geist verbreitet, wie auch bei Waffenbesitzern.

## Überblick
Wegen der zahlreichen unterschiedlichen Strömungen und Positionen lässt sich eine einheitliche Theorie des Libertarismus nicht aufstellen, man kann diese Varianten lediglich beschreiben. Die verschiedenen Richtungen erkennen einander zum Teil nicht als „libertär“ an. Gemeinsame Leitnorm ist die Idee der negativen Handlungsfreiheit.
Der libertäre Philosoph Roderick T. Long unterscheidet grundsätzlich zwischen libertärem Kapitalismus, libertärem Sozialismus und libertärem Populismus, drei unterschiedlichen sozialen Bewegungen, deren Gemeinsamkeit in erster Linie in der Bezugnahme auf ein zusammenhängendes oder zumindest überlappendes intellektuelles Erbe besteht.

## Wirtschaftslibertäre Richtungen
Ein von allen Gruppen des Wirtschaftslibertarismus geteiltes grundsätzliches Postulat ist, dass der einzelne Mensch keiner Gemeinschaft gehört, sondern nur sich selbst, und dass er ein unveräußerliches Recht auf dieses Selbsteigentum hat. Das Individuum steht dabei immer vor dem Staat, hat Abwehrrechte gegenüber gewaltsamen Eingriffen anderer und kann seinerseits von anderen nur Freiheit einfordern. Zentral dafür sind robuste Eigentumsrechte und wirtschaftliche Freiheit, woraus sich eine aus der freien Entwicklung getragene soziale Ordnung ergeben soll. Aktuelle Staatsaufgaben will man aufgeben oder privaten Anbietern anvertrauen.
Es gibt aber keine allumfassende Einigkeit über konkrete Eigentumsrechte sowie die naturrechtliche oder utilitaristische Begründung individueller Freiheit. Insbesondere wird deshalb innerhalb des Libertarismus zwischen linken und rechten Strömungen unterschieden, die sich durch unterschiedliche Auffassungen über die Grenzen und den Erwerb von Eigentumsrechten unterscheiden.
Bekannte historische Vertreter sind Friedrich August von Hayek, Ayn Rand, Rose Wilder-Lane, Isabel Paterson, Milton Friedman, Roland Baader, Ludwig von Mises und Murray Rothbard.

### Anarchokapitalismus

Einige anarchokapitalistische Gruppen verwenden die gold-schwarze Flagge als Symbol (z. B. AnarkoKapitalistisk Front Schwedens)

Der Anarchokapitalismus wird hauptsächlich von Murray N. Rothbard und David Friedman vertreten.
Rothbard zieht dabei den Schluss, dass alle dem Staat übertragenen, auch traditionellen Aufgaben wie innere und äußere Sicherheit dem Markt überlassen werden sollten. Im Gegensatz zum klassischen Liberalismus, der eine Mindestausstattung staatlicher Institutionen als erforderlich ansieht, ist damit für diesen Libertarismus die Verwischung der Grenzen zwischen Liberalismus und Anarchismus kennzeichnend.
Unter einer Anarchie des privaten Eigentums würden individuelle Rechte und Marktkräfte uneingeschränkt herrschen. Während Libertäre, die eine kleine Regierung möchten, diese Position halten, um Missbrauch zu vermeiden, sind die Anarchokapitalisten der Meinung, nur ganz ohne Staat sei dies möglich. In der Vergangenheit habe es unterschiedliche, miteinander konkurrierende und funktionierende private Rechtsordnungen wie in den Zeiten des internationalen Handels gegeben. Außerdem hätten erfolgreiche private Sicherheitsdienste zur Verfolgung Krimineller bereits vor einer staatlichen Polizei existiert.
Viele Vertreter des Anarchokapitalismus, unter anderem Rothbard selbst, wandten sich später verstärkt dem Paleolibertarismus als zentraler Strategie zu.

### Objektivismus
Eine besondere Form libertären Denkens entwickelte Ayn Rand mit dem Objektivismus. Bei diesem handelt es sich um eine umfassende Weltanschauung, welche einen unregulierten Kapitalismus vor allem aus dem langfristigen, rationalen Eigeninteresse der einzelnen Menschen herleitet. Da er jedoch nicht bloß eine politische Philosophie darstellt, umfasst er auch Elemente wie ethischen Egoismus, Atheismus, Individualismus sowie erkenntnistheoretische und metaphysische Positionen, welche insb. von Aristoteles übernommen wurden. Obwohl der Objektivismus prägenden Einfluss auf die Entstehung des Libertarismus in den USA hatte, weisen viele Anhänger des Objektivismus eine Einordnung als „libertär“ zurück. Auch Ayn Rand selbst lehnte diese Bezeichnung ab und bezeichnete, insb. wegen der Hinwendung zum Anarchismus, die libertäre Bewegung in den 60ern als „Hippies der Rechten“.
Der Objektivismus organisiert sich heute vor allem rund um das US-amerikanische Ayn Rand Institut und die, dem Libertarismus näher stehende, Atlas Society. Bedeutende Vertreter des Objektivismus waren bzw. sind unter anderem Leonard Peikoff, Nathaniel Branden, David Kelly.

### Paläolibertarismus
In der politischen Praxis, insbesondere jener der USA, dominiert heute die Verbindung konservativer und libertärer Positionen. Dieser sogenannte Paläolibertarismus wurde in den Vereinigten Staaten von Lew Rockwell begründet. Ein bedeutendes Zentrum dieser Denkart ist das Ludwig von Mises Institute of Alabama, dessen ideologische Grundzüge auf Ideen Ayn Rands und Murray Rothbards aufbauen. Der Paläolibertarismus oder Libertäre Populismus ist eine Mischung aus Libertarismus im Bereich der Politik und der Wirtschaft und kulturellem Konservatismus in gesellschaftlichen Fragen. Dieser gesellschaftliche Konservatismus grenzt die paläo-libertären von den anarcho-kapitalistischen Strömungen ab, bei welchen die persönliche und die wirtschaftliche Freiheit gleichermaßen im Vordergrund stehen. Murray Rothbard argumentiert, Libertarismus sei nichts anderes als eine Neuformulierung der Überzeugungen der alten Rechten, welche die staatliche Intervention durch den New Deal im frühen 20. Jahrhundert ablehnte. In einem Aufsatz über Rechtspopulismus bedauerte Rothbard 1992 die Niederlage des Ku-Klux-Klan-Führers David Duke und warf den Medien eine Anti-Duke-Hysterie vor. Der Urheber des Bombenanschlages auf das Murrah Federal Building in Oklahoma City 1995, Timothy McVeigh, war libertär und anti-etatistisch orientiert.
Einzelne Vertreter des rechten Libertarismus betrachten die Demokratie als Staatsform kritisch. Murray Rothbard begründet dies damit, dass jeder Staat, auch ein demokratischer Verfassungsstaat, die natürlichen, individuellen Rechte verletze, da er letztlich eine monopolistische Erzwingungs- und Gewalteinrichtung sei. Hans-Hermann Hoppe sieht eine Monarchie als ein geringeres Übel an und begründet dies damit, der Staat sei im Privatbesitz und der Monarch habe ein persönliches Interesse am Wohlergehen seines Besitzes, während dies bei Politikern und Beamten in einer Demokratie nicht der Fall sei. Hoppe betont allerdings, dass er Befürworter einer Form des Anarchokapitalismus ist und weder Monarchie, Demokratie noch irgendeine andere Staatsform für wünschenswert hält. Hoppe ist Mitherausgeber der Zeitschrift eigentümlich frei, welche als Schnittpunkt zwischen Wirtschaftslibertarismus und der intellektuellen neuen Rechten gilt. Einige Rechtslibertäre befürworten darüber hinaus die Abschaffung der Nationalstaaten und deren Ersetzung durch private Aktiengesellschaften, wie die Anhänger der von Hoppes Ansichten beeinflussten Neoreaktionären Bewegung (NRx). Ähnliche Ansichten wie Hoppe und NRx vertritt der US-amerikanische Tech-Unternehmer Peter Thiel, der als Großspender und als Mentor von US-Vizepräsident J.D. Vance Einfluss auf die US-Politik unter Donald Trump ausübt.

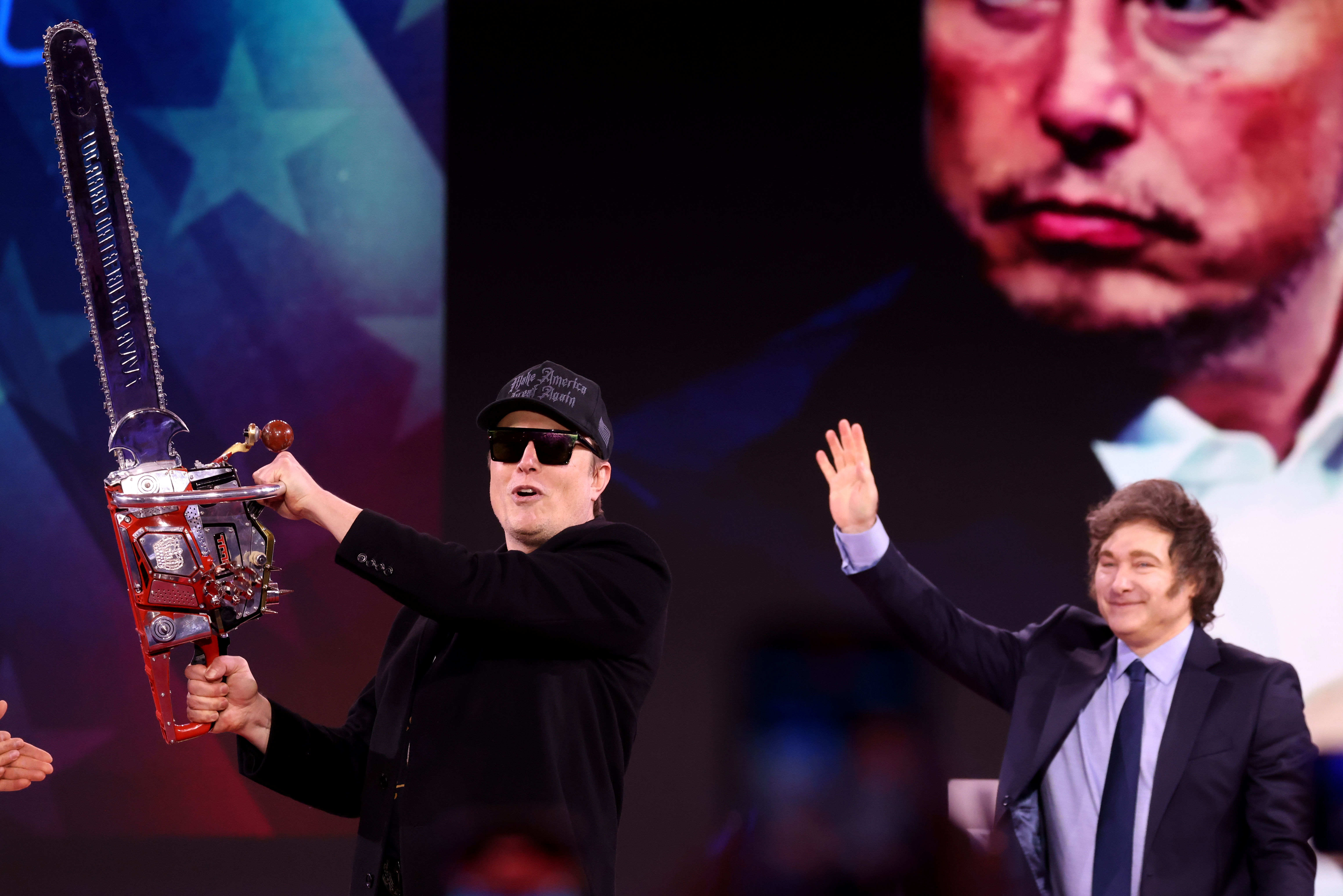
Die Libertären Javier Milei und Elon Musk nutzen die Kettensäge als Symbol dafür, den Staat radikal zurechtzustutzen

In jüngerer Zeit ist in den Vereinigten Staaten eine Annäherung von Libertären und Rechtspopulisten zu beobachten, die jedoch eher auf dem gemeinsamen Feindbild der Demokratischen Partei anstelle echter ideologischer Gemeinsamkeiten aufbaut. Auch das in der Verfassung der Vereinigten Staaten verankerte Recht auf Waffenbesitz ist ein Anliegen beider Bewegungen. Die Tea-Party-Bewegung rekrutiert ihre Anhängerschaft neben Anhängern der Politik Ronald Reagans und der Tradition Barry Goldwaters auch aus dem libertären Lager.
Der Unternehmer und Trump-Unterstützer Robert Mercer unterstützt sowohl das libertäre Cato Institute als auch engagiert er sich in der konservativen Heritage Foundation und dem ultrarechten Nachrichtenportal Breitbart News.
Matthew Sheffield, Autor der Washington Post, sieht die rechtsextreme Alt-Right als durch den anarcho-kapitalistischen und paläolibertären Vordenker Murray Rothbard, insbesondere auf dessen Betrachtungen zu Rasse und Demokratie, beeinflusst und führt Donald Trumps brachiale Rhetorik auf Ron Pauls Präsidentschaftskandidatur 2008 zurück. Bereits 1976 veröffentlichte das von den Koch-Brüdern unterstützte, libertäre Magazin Reason eine Artikelserie, die den Holocaust relativierte und sich positiv zur Apartheidsregierung in Südafrika äußerte. Anarchokapitalist Jeffrey Tucker betont jedoch den Widerspruch zwischen der individuellen Freiheit des Libertarismus und der Gruppenidentität und dem Tribalismus der Alt-Right.
Prominente Vertreter des Paläolibertarismus in den Vereinigten Staaten sind auch die Republikaner Ron und Rand Paul. In Polen vertritt der Politiker und Mitglied des EU-Parlaments Janusz Korwin-Mikke sowohl libertäre als auch sexistische/rassistische Ideen.
In der Praxis ließ bereits durch die von den Chicago Boys beeinflusste Wirtschaftspolitik Augusto Pinochets in den 1970ern libertäre Züge erkennen. Der zu den Chicago Boys zählende José Piñera wechselte nach Ende des Pinochet-Regimes zum Cato Institute. In Brasilien ist Jair Bolsonaro durch vergleichbare Ideen beeinflusst.

### Linker Wirtschaftslibertarismus
Des Weiteren hat sich in den letzten Jahren aus der amerikanischen libertären Tradition eine Richtung entwickelt, die den Libertarismus als linke Philosophie versteht und Potenzial für eine breitere Unterstützung des Libertarismus in der traditionellen Linken sieht. Zu den Vertretern des Linkslibertarismus gehören etwa Hillel Steiner, Peter Vallentyne und Michael Otsuka. Diese linkslibertäre Diskussion knüpft sowohl an die liberale Tradition als auch an anarchistische Positionen an. Ein Unterschied zum Anarchismus besteht darin, dass Linkslibertäre nicht für eine Abschaffung des Eigentums eintreten, sondern für eine gerechtere Verteilung der natürlichen Ressourcen.
Linkslibertäre Mutualisten wie Kevin Carson verstehen sich ebenfalls als Gegner von gelenkten Volkswirtschaften und machen sich für die freie Marktwirtschaft als Mittel gegen das Zusammenwirken von großen Unternehmen und Regierungen stark. Chris Sciabarra entwickelt einen dialektischen Libertarismus und wendet sich gegen den Paläolibertarismus, da eine libertäre Wirtschaftsordnung nicht mit einer konservativen Gesellschaftspolitik zu vereinbaren sei.
Der Linkslibertarismus hat sich aus dem Georgismus, dem Mutualismus und individualanarchistischen Strömungen entwickelt und strebt eine Kombination aus Selbsteigentum und gerechter Verteilung von Ressourcen an. Hierbei wird der Gemeinschaft, zumindest im Vorfeld, ein gemeinsames Recht an natürlichen Ressourcen eingeräumt. Derjenige Besitzer müsse eine Zahlung an die Gemeinschaft verrichten.

## Philosophie

Der sumerische Schriftzug Ama-gi für das Wort „Freiheit“ ist ein oft verwendetes Symbol Libertärer

### Eigentum
Für prominente Libertäre wie Rothbard und Jan Narveson läuft individuelle Freiheit auf Eigentumsrechte an sich selbst und an materiellen Gütern hinaus.
Hinsichtlich der Berechtigung zu und des Erwerbs von privatem Eigentum gibt es innerhalb des Libertarismus unterschiedliche Auffassungen. Libertäre machen geltend, dass in der freien Gesellschaft, die sie für sich anstreben, Eigentum nur das Ergebnis freiwilliger Interaktion und keine politische Doktrin sein könne.
Umstritten ist unter Libertären, inwiefern aus dem Prinzip des Selbsteigentums notwendig auch das Recht auf Privateigentum an materiellen Ressourcen folgt. Während viele Anarchokapitalisten unter Berufung auf Robert Nozick von einem naturrechtlich begründeten Eigentumsrecht ausgehen, bestreiten Linkslibertäre wie Hillel Steiner, Peter Vallentyne und Michael Otsuka, dass das Selbsteigentumsprinzip absolute Rechte auf Privateigentum an externen Gütern, insbesondere Land, begründen kann.
Im Gegensatz zu modernen Eigentumstheorien, die zumeist von einem Bündel von Rechten ausgehen, die differenziert auf unterschiedliche Berechtigte aufgeteilt werden können, verstehen Libertäre wie Nozick oder Rothbard das Eigentum als absolutes und exklusives Recht, über eine Sache zu verfügen. Unter Libertären herrschen unterschiedliche Auffassungen darüber, inwiefern Eigentum an intellektuellen Ressourcen begründet werden kann.
Kritisch eingewendet wird oft gegen anarchokapitalistische Eigentumstheorien, dass Eigentum in einer Massengesellschaft nur durch einen Rechtsstaat als Gewaltmonopolist garantiert werden könne. Der Eigentumsbegriff (sofern er Gerechtigkeit in dem Sinne einschließt, dass sich der Eigentümer sein Eigentum in irgendeiner Weise „verdient“ oder „erarbeitet“ haben soll) setzt in dieser Sichtweise das Vorhandensein eines Staates notwendigerweise voraus, um in einer Massengesellschaft überhaupt sinnvoll zu sein. Minarchisten würden dieser Position zustimmen, während Anarchokapitalisten darauf verweisen, dass im Verhältnis der Staaten zueinander eine ebensolche Situation besteht, dass es keinen obersten Gewaltmonopolisten gibt und friedliches Zusammenleben inklusive Eigentumsschutz offensichtlich möglich ist. Jedoch widerspricht diesem Argument das ständige Auftreten und Fortbestehen von intra- und internationalen Konflikten und Kriegen.

### Staat
Libertäre lehnen eingreifende Staatswesen grundsätzlich ab und fordern eine Reduktion des Staates auf seine Funktion zur Sicherstellung der Grundfreiheiten oder sogar eine völlige Abschaffung des Staatswesens.
Dementsprechend sind die meisten Libertären Minarchisten, – wie z. B. Robert Nozick, Ludwig von Mises oder Ayn Rand – d. h., sie betrachten einen minimalen Staat mit einer minimalen Steuerquote als notwendiges Übel für das Aufrechterhalten öffentlicher Institutionen zum Schutz von Bürgerfreiheiten und Eigentumsrechten, beispielsweise der Polizei, eines freiwilligen Militärs ohne Wehrpflicht und öffentlicher Gerichte.
Im Gegensatz dazu erachten Anarchokapitalisten – wie z. B. David D. Friedman oder Murray Rothbard – den Staat selbst als überflüssig bzw. verwerflich. Sie lehnen staatliche Steuern, das staatliche Gewaltmonopol und staatliche Gesetzgebung vollständig ab und befürworten eine Gesellschaft, in der diese Aufgaben durch private Organisationen kommerzieller und nichtkommerzieller Art wahrgenommen werden (spontane Ordnung). Sie argumentieren im Gegensatz zu den Minarchisten, dass kein Staatswesen in einem vernünftigen Rahmen gehalten werden kann und sich zwangsläufig zu einem despotischen Zwangssystem entwickelt.
Die politischen Positionen von Minarchisten und Anarchokapitalisten zu aktuellen Mainstreamthemen scheinen sich häufig zu überlappen, da beide Pole existierende Staatswesen als zu eindringlich und bevormundend betrachten. Einige libertäre Philosophen wie Tibor R. Machan sehen in beiden Polen keinen wirklichen effektiven Unterschied.
Eine neuere Bildung ist Paläolibertarismus, der Libertarismus und Paläokonservatismus zu vereinigen versucht.

### Naturrecht und Konsequentialismus
Libertäre wie Robert Nozick und Murray Rothbard sehen die Rechte auf Leben, Freiheit und Eigentum als Naturrechte, d. h. aus sich selbst begründet. Direkt oder indirekt gehen ihre Ansichten auf die Schriften von David Hume und John Locke zurück. Ayn Rand, eine andere Autorin mit großem Einfluss auf den Libertarismus, sah diese Philosophie im Naturrecht begründet. Wegen des apriorischen Charakters der Normen wird dem Libertarismus der Vorwurf des Fundamentalismus entgegengehalten.
Einige Liberale wie z. B. Milton Friedman, Ludwig von Mises oder Friedrich Hayek leiteten Eigentumsrechte und Vertragsfreiheit aus konsequentialistischen Überlegungen ab. Liberalismus ist aus ihrer Sicht die effektivste Wirtschaftspolitik, um Wohlstand und Reichtum für alle Individuen der Gesellschaft zu schaffen und zu erhalten. Sie sehen auch Gewaltanwendung in einigen Notfällen als gerechtfertigt an. Libertäre wie Jan Narveson leiten ihre Philosophie aus dem Vertragsrecht ab – rational handelnde Menschen würden sich auf diese Rechte als Grundlage ihrer Interaktion einigen.

## Politik
Viele Libertäre gehen davon aus, dass eine Organisation der Gesellschaft nach dem Marktprinzip letztlich die stabilste Form der Gesellschaft mit dem größten Wohlstand für alle nach sich zieht. Sie fordern daher ein völliges Laissez-faire sowohl im Bereich der Wirtschafts- als auch der Gesellschaftspolitik. Generell vertreten sie die Ansicht, dass Aufgaben durch den Marktmechanismus besser und günstiger gelöst werden, als es durch Staaten jemals möglich wäre. So befürworten sie beispielsweise Freihandel und Bankfreiheit. Mit der Auffassung, dass der Marktmechanismus grundsätzlich zu besseren Ergebnissen kommt, als es durch staatliche Eingriffe möglich sei, widersprechen sie der herrschenden ökonomischen Meinung. Nicht zuletzt daher ist im Libertarismus die von der herrschenden Meinung abweichende Österreichische Schule populär.
Sie betrachten jede Form staatlichen Eingreifens in die Wirtschaft, etwa durch Einschränkung der Vertragsfreiheit oder Steuern, als illegitime „Enteignung“. Jegliche hoheitliche Besteuerung wird daher als Diebstahl bewertet. Eine Ausnahme sind die Anhänger Henry Georges (sog. Geolibertarians), die eine Steuer auf den Grundbesitz für notwendig erachten. Bekämpft wird auch das Eingreifen des Staates in das Privatleben der Menschen, etwa durch staatliche Überwachung oder Wehrpflicht.
Die Zurückweisung und Beschränkung staatlicher Macht fußt in der Auffassung, dass der Staat eine Ansammlung egoistischer Individuen sei, welche die ihnen zur Verfügung stehende Macht zuallererst zur eigenen Bereicherung nutzten. Libertäre werfen politischen Gegnern häufig „Staatsfetischismus“ vor, da diese dem Staat ausufernde Macht zugeständen, ohne den praktizierten Machtmissbrauch durch Politiker zu überdenken. Anderen politischen Richtungen, die wirtschaftliche, soziale und gesellschaftliche Aufgaben durch einen zentral geleiteten Staat bewältigen wollen, werfen Libertäre dementsprechend häufig Staatsgläubigkeit vor: Es sei ein Irrtum, dass der Staat durch zentrale Planung und Intervention Probleme lösen könne. Tatsächlich dienten staatliche Interventionen nur den Interessen von Lobbys, und durch die Fehlallokationen infolge unzureichender Information, kombiniert mit zu großer Macht, würde Menschen Schaden zugefügt werden.
Im Gegensatz zur gängigen Meinung, dass die heutige Weltordnung „kapitalistisch“ oder „neoliberal“ dominiert sei, betrachten viele Libertäre das derzeitige globale Staatensystem als sozialistisch und sehen eine generelle Tendenz zu Totalitarismus und Kollektivismus. Dementsprechend wird beispielsweise die Globalisierung als Selbstentfaltung weltweit vernetzter Wirtschaftsakteure verstanden, die autoritäre Staaten durch Protektionismus einschränken wollten, um ihre eigene Macht zu erhalten.
Die meisten Libertären sind skeptisch gegenüber einer rechtsstaatlich uneingeschränkten bzw. wenig eingeschränkten Demokratie. Einige lehnen sie als Herrschaftsform (Regierungsform) ab. So kritisiert der Ökonom Bryan Caplan irrationales Wählerverhalten in der Demokratie. Hans-Hermann Hoppe befürwortet „Freiheit statt Demokratie“ und sieht die Monarchie gegenüber der Demokratie als geringeres Übel an.
Andererseits gibt es auch theoretische Überlegungen und praktische Bestrebungen, Demokratie und Libertarismus miteinander zu verbinden. So kann ein demokratisch und rechtsstaatlich verfasster Minimalstaat, der einen stabilen Ordnungsrahmen mit innerer, äußerer sowie rechtlicher Sicherheit bietet, sich aber aus der Gestaltung des wirtschaftlichen und sozialen Lebens weitestgehend heraushält, als libertäre Demokratie bezeichnet werden. Entsprechend dem Politikwissenschaftler Thomas Meyer ist die libertäre Demokratie geprägt durch „eine freie Marktwirtschaft verbunden mit freiem Privateigentum und der individuellen Eigenverantwortung der Bürgerinnen und Bürger für ihr soziales und wirtschaftliches Wohlergehen“ und einen selbst regulierten Markt. Thomas Meyer sieht die so definierte libertäre Demokratie als die der sozialen Demokratie entgegengesetzte Hauptausprägung der liberalen Demokratie und beurteilte sie in seinem im Jahr 2006 erschienen Werk Praxis der Sozialen Demokratie – neben sozialer Demokratie und politisch-religiösem Fundamentalismus – als eine der großen politischen Strömungen, die in „der globalen Arena unserer Zeit“ „um intellektuellen und politischen Einfluss ringen“. Meyer, der Friedrich August von Hayek und Robert Nozick als prägend für den Libertarismus des 20. Jahrhunderts sieht, nutzt die Kategorie libertäre Demokratie auch empirisch als Gegenpol zur sozialen Demokratie und zur Beurteilung demokratischer politischer Systeme. Nach der Theorie und Empirie Meyers ist in libertären Demokratien die demokratische Inklusion im Vergleich zu sozialen Demokratien defizitär. Entsprechend der Vielschichtigkeit des Begriffs Libertarismus können aber auch von der Definition Meyers stark abweichende demokratietheoretische Überlegungen als libertäre Demokratie bezeichnet werden. So wird zuweilen auch die Demokratietheorie Claude Leforts als libertäre Demokratie bezeichnet.

## Parteien außerhalb Deutschlands
Weltweit existieren Parteien, die unterschiedliche libertäre Strömungen repräsentieren. Mit den Interlibertarians existiert ein globaler Zusammenschluss klassisch libertärer und paläolibertärer Parteien.
In den Vereinigten Staaten von Amerika sind viele Libertäre in der Libertarian Party aktiv, der mit Abstand drittstärksten Partei hinter den Demokraten und Republikanern. Sie sehen sich selbst jenseits eines politischen Rechts-Links-Schemas. Des Weiteren gab und gibt es auch Libertäre, die sich innerhalb der beiden großen Parteien engagieren. Der ehemalige republikanische Abgeordnete Ron Paul etwa führte über Jahre eine libertäre Kampagne an.
In Russland existiert mit der Libertären Partei Russlands (kurz LPR) eine nicht registrierte Partei, die zu den oppositionellen Organisationen gehört und regelmäßig an der Organisation oppositioneller Kundgebungen beteiligt ist.
In Georgien ist mit der Partei Girchi seit der Parlamentswahl 2020 eine libertäre Partei mit vier Abgeordneten im Parlament vertreten.
In Costa Rica existiert die Partei Movimiento Libertario (deutsch Libertäre Bewegung), die im Parlament vertreten ist. Im Wahlkampf 2014 ist sie allerdings auf christlich-konservative und christlich-soziale Positionen eingeschwenkt.
Innerhalb Europas kann vor allem die polnische Partei Kongres Nowej Prawicy (kurz KNP, deutsch Kongress der Neuen Rechten) als wirtschaftspolitisch libertär bezeichnet werden, in gesellschaftspolitischen Fragen vertritt sie stark konservative Ansichten. Obwohl die Partei sowie ihr Vorsitzender, Janusz Korwin-Mikke, bei Kommunal- oder Parlamentswahlen innerhalb Polens bisher keinerlei Erfolg verzeichnen konnte, errang sie bei der Wahl zum Europäischen Parlament 2014 7,15 % der Stimmen und damit vier Mandate. Eine ihrer Vorgängerparteien, die Unia Polityki Realnej (deutsch Union der Realpolitik, kurz UPR) positionierte sich ebenfalls als libertäre Kraft innerhalb Polens.

## Libertarismus in Deutschland
In den letzten 30 Jahren haben sich auch in Deutschland eine Reihe von Organisationen und Institutionen entwickelt, die dem Libertarismus zugeordnet werden können oder sich ihm selbst zuordnen.
Im parteinahen Umfeld ist dies vor allem in der FDP der Fall. Daneben existiert seit Ende 2022 mit jung.liberal.kapitalistisch. eine Strömung innerhalb der FDP-Jugendorganisation Junge Liberale, die klassisch-liberale, libertäre und neoliberale Strömungen der Jungpartei vereint mit dem Ziel, sozialliberalen und liberal-konservativen Strömungen entgegenzutreten. Mit der Partei der Vernunft und Die Libertären existieren zwei libertär ausgerichtete Kleinstparteien in Deutschland. Die Partei der Vernunft errang in ihrer Anfangsphase durch Parteiübertritte kommunale Mandate. 2022 wurde die Partei Bündnis Deutschland ins Leben gerufen und trat in der Bundestagswahl 2025 an.
Als parteiunabhängige Jugendorganisation existiert seit Ende 2020 Liberty Rising, die regelmäßig durch Jugendveranstaltungen und Aktivismus in Erscheinung tritt und vereinzelt überregionale mediale Beachtung fand. Die Organisation orientiert sich hierbei an der objektivistischen Philosophie Ayn Rands. Ebenfalls objektivistisch ausgerichtet ist die aus dem Umfeld von Liberty Rising hervorgegangene Ayn Rand Gesellschaft.
Libertäre Institute in Deutschland sind das Mises-Institut sowie das Prometheus-Institut, das ebenfalls vom FDP-Abgeordneten Frank Schäffler gegründet wurde. Auch die vom Publizisten Markus Krall gegründete und maßgeblich geprägte Atlas-Initiative wird dem paläolibertären Spektrum zugeordnet. Ebenfalls als libertär werden die Aktivitäten des Publizisten und Unternehmers Titus Gebel rund um sogenannte „Freie Privatstädte“ eingestuft.
Eine zumindest teilweise libertäre Zeitung in Deutschland ist Novo. Ferner existiert mit der eigentümlich frei auch ein paleolibertär orientiertes Magazin in Deutschland sowie mit der Krautzone eine neoreaktionäre Zeitschrift, die reaktionäres und libertäres Denken zu verbinden versucht.

## Internationale libertäre Medien
Eine der frühesten libertären amerikanischen Publikationen war die 1873 gegründete Nachrichtenzeitung Detroit News. 1881 erschien in Amerika die Zeitschrift Liberty, die von Benjamin Tucker bis 1908 publiziert wurde. Der oberfränkische Lehrer Max Stirner übte großen Einfluss auf den Pionieranarchisten Benjamin Tucker aus, der wiederum durch die Liberty Murray N. Rothbard beeinflusste. Nur ein Jahr nach der Liberty wurde die Kinston Free Press im 19. Jahrhundert gegründet.
Im 20. Jahrhundert gab es mehrere Gründungen von libertären amerikanischen Medien. So erschien erstmals 1905 die Orange County Register. Es folgte 1909 das Las Vegas Review-Journal und 1910 die Diamondback. 1946 erschien The Freeman und 1968 die Reason. Von 1969 bis 1984 folgte die Publikationen Libertarian Forum. 1977 gründete Murray Rothbard das Journal of Libertarian Studies. 1987 erschien unter selben Namen wie 1881 bis 1908 die Liberty erneut.
In Hongkong wird seit 1990 das Next Magazine herausgegeben. Im Jahre 1998 entstand in Kanada Le Québécois Libre. In England wurde von 1970 bis 1980 die Brighton Voice publiziert. Seit 2000 erscheint das Magazin Spiked.

## Stellung im politischen Spektrum und Kritik
Libertäre sehen sich selbst häufig als radikale Vertreter des Liberalismus und sehen sich weniger in Opposition zu gemäßigten Liberalen, als vielmehr als Untergruppe im Spektrum des politischen Liberalismus. Allerdings werden viele libertäre Positionen, etwa die Disponibilität von Menschenrechten und die Ablehnung demokratischer Institutionen, als illiberal angesehen. Insbesondere wird die Auffassung kritisiert, dass die konsequente Priorität, die dem Eigentumsrecht und der Vertragsfreiheit eingeräumt wird, den konsensuellen Verzicht auf Grundrechte ermögliche. So könne sich in einer libertären Gesellschaft nach Auffassung von Nozick jeder selbst in die Sklaverei verkaufen. Ein entsprechender Vertrag müsse zwangsweise durchgesetzt werden. Allerdings existieren auch libertäre Entwürfe, nach denen es nicht zulässig ist, auf das Eigentum an sich selbst zu verzichten.
Wirtschaftlich steht der Libertarismus sowohl nationaler Politik als auch linker oder sozialistischer Politik entgegen. Libertäre halten nur ein minimales Eingreifen in die Wirtschaft für erträglich. In wirtschaftlichen Fragen sehen einige Libertäre Gemeinsamkeiten mit Konservativen und versuchen politische Allianzen mit ihnen zu bilden. Hierbei muss allerdings zwischen „konservativ“ im amerikanischen und im europäischen Sinn unterschieden werden. Während amerikanische Konservative ein schwaches Eingreifen des Staates in die Wirtschaft befürworten, was sich größtenteils mit den Zielen libertärer Politik deckt, bezeichnet der Ausdruck „konservativ“ in Europa oft eine stärker sozialstaatlich ausgerichtete Politik, was in diesem Fall libertären Idealen diametral entgegensteht.
Gesellschaftspolitisch führt das Ideal des minimalen Staates zu Opposition sowohl gegenüber linken und sozialistischen als auch gegenüber rechten, konservativen und nationalistischen Gruppen. Gesellschaftliche Veränderungen von Seiten des Staates können aus libertärer Sicht keine positive Auswirkung auf die Individuen einer Gesellschaft haben, etwaige politische Maßnahmen dienten in Wahrheit lediglich Partikularinteressen und der despotischen Umsetzung von Ideologien.
Trotz dieses Nichtinterventionsprinzips haben Libertäre durchaus gesellschaftspolitische Ansichten. Das Spektrum reicht von Neokonservativen, die im Rahmen einer freien Gesellschaft ein Leben nach entsprechenden Wertvorstellungen leben wollen (oder sogar eine Bedingung zwischen Libertarismus und Konservatismus sehen), bis hin zu polemisch als „Sex, Drugs and Rock-’n’-Roll“-Libertären bezeichneten Individuen, welche die libertäre Gesellschaft als Voraussetzung für Meinungsfreiheit, sexuelle Selbstbestimmung und Selbstverwirklichung sehen. Libertäre jeder Richtung lehnen jedoch die Umsetzung gesellschaftlicher Entwürfe durch Zwang und Indoktrination strikt ab.
Viele Libertäre wehren sich gegen eine Einordnung in das traditionelle politische Rechts-links-Schema, da sie sich sowohl zu konservativer und nationalistischer wie auch zu sozialistischer Politik in Opposition sehen. In ihren Augen besteht kein wesentlicher Unterschied zwischen (extremer) linker und (extremer) rechter Politik.
Anstelle des Links-rechts-Spektrums bevorzugen einige Libertäre insbesondere in den USA ein zweidimensionales Feld, um politische Ansichten zu klassifizieren. Hierbei wird die Einstellung zur „persönlichen Freiheit“ auf der einen, und die „wirtschaftliche Freiheit“ auf der anderen Achse dargestellt, wobei diese von „absolut restriktiv“ bis „absolut liberal“ reichen. Dies findet sich im Nolan-Diagramm wieder, das von dem Libertären David Nolan gestaltet wurde und nach ihm benannt ist. Gemäß diesem Schema teilen Libertäre die Ansichten „Linker“ im gesellschaftlichen und „Rechter“ im wirtschaftlichen Bereich. Das Schema wird jedoch auch von Libertären kritisiert, da sie die Trennung zwischen gesellschaftlichen und wirtschaftlichen Fragen als eine Illusion betrachten. Viele bevorzugen wiederum selbst ein eindimensionales Schema, das sich von libertärer bis zu anti-libertärer Politik erstreckt – Libertäre sehen in der Regel mehr Gemeinsamkeiten als Unterschiede zwischen Linken und Rechten und im Extremfall Kommunisten und Faschisten.
Der Paläolibertäre Rothbard vertrat im Gegensatz dazu die Ansicht, Libertarismus sei nichts anderes als eine Neuformulierung der Überzeugungen der alten Rechten, welche die staatliche Intervention durch den New Deal im frühen 20. Jahrhundert ablehnte.
Gero Neugebauer erkennt in der nachindustriellen Gesellschaft, dass „die maßgebliche politische Konfliktkonstellation“ nicht „zwischen rechts und links“ verläuft, „sondern zwischen einer sozial-libertären und einer neoliberal-autoritären Politikkonzeption.“ „Auf der politischen Achse stehen sich Libertarismus (Links) und Autoritarismus (Rechts) gegenüber, das heißt einerseits libertäre postmaterialistische Werte (wie direkte Demokratie, Ökologie, Gleichberechtigung der Geschlechter, Multikulturalität) und andererseits autoritäre Werte (wie nach innen und außen starker Nationalstaat, Patriotismus, Sicherheit und Ordnung). Es kann durchaus zu Wertesynthesen kommen, also jemand für Verteilungsgerechtigkeit und zugleich für Leistungsdenken sein, oder im Umweltbereich libertäre, in Fragen der inneren Sicherheit jedoch autoritäre Positionen vertreten. Das entspricht den komplexen Denkmustern und Wertorientierungen der Menschen in modernen Gesellschaften, die sich geschlossenen Ideologien entziehen.“ „Es dürfte traditionelle Linke, die kapitalismuskritisch oder gar antikapitalistisch eingestellt sind und sich einen starken Staat wünschen, durchaus irritieren, wenn sie plötzlich feststellen müssen, dass beide Positionen auch von Rechten eingenommen werden.“ „Angesichts dieser Komplexität ist ein Begriff wie politischer Extremismus für die Wissenschaft unterkomplex und als Arbeitsbegriff ungeeignet.“ Karin Priester meint in derselben APuZ-Ausgabe, in der auch Gero Neugebauer schrieb, dass der in den USA sich formierende minimalstaatliche Libertarismus in der Tea-Party-Bewegung anziehend wirke auf rechtsextreme Splittergruppen wie Milizen, Patriot-Gruppen oder weiße Suprematisten. Auch in Deutschland würde dies seit 2007 geschehen. Sie führt als Beispiel an, dass „neben dem NPD-Vorsitzenden Udo Voigt und dem Nationalanarchisten Peter Töpfer“ auch „Angelika Willig, bis 2009 Chefredakteurin von Hier & Jetzt, der Theoriezeitschrift der sächsischen NPD-Jugendorganisation Junge Nationaldemokraten und Vordenkerin eines grundsätzlichen Systemwechsels,“ in der Zeitschrift eigentümlich frei zu Wort kamen. Als ideologisches Bindeglied zwischen Libertarismus und Rechtsextremismus fungiere nach ihrer These „der Sozialdarwinismus, als Ideologie der naturgewollten Überlegenheit der Starken gegenüber den Schwachen, der Elite gegenüber der Masse.“
Detmar Doering hält das libertäre Ideal einer Gesellschaft, die auf vollkommener Freiwilligkeit basiert, aus liberaler Sicht zwar für erstrebenswert, kritisiert aber, dass es kein reales Beispiel einer staatslosen Industriegesellschaft gebe und dass Staaten bisher aus Gründen wie Krieg, Bürgerkrieg oder ethnischen Spannungen verschwunden seien. Er legt dazu statistische Untersuchungen vor, dass in solchen instabilen Ländern weniger Freiheit und Rechtsordnung existiere als in stabilen Staaten. Ein gewaltsamer Übergang in eine nichtstaatliche Gesellschaft könne nicht funktionieren, da dazu eine stärkere Gewalt als die bisherige nötig sei, aus der sich wieder staatliche Macht bilden würde. Als Beispiel für solche Entwicklungen führt er die Französische Revolution an.